# 地面師たち
『地面師たち』（じめんしたち）は、新庄耕の小説、およびそれを原作として2024年7月25日にNetflixで配信が開始された日本の配信ドラマ。
土地の所有者になりすまして売却をもちかけ、多額の代金をだまし取る不動産をめぐる詐欺を行う「地面師」の犯罪を描く。
2017年に実際に起きた被害額約55億円に上る「積水ハウス地面師詐欺事件」をモデルとしている。

## 原作小説
『小説すばる』2019年1月号 - 10月号に連載。同年12月、集英社から刊行。第23回大藪春彦賞候補。
2024年7月、続編『地面師たち ファイナル・ベッツ』が集英社から刊行。海外に逃亡したハリソン山中が、シンガポールで新しい地面師詐欺チームを結成し、北海道・釧路での200億円不動産詐欺に挑む。

## あらすじ (ドラマ版)
かつて、父の経営する不動産会社に勤めていた辻本拓海は、自身が原因で地面師による不動産詐欺に遭い、それにより破産した父が放火による一家心中を図り、母と妻子を亡くした過去があった。
その後、デリヘル嬢の送迎係をしていた辻本は、地面師グループのリーダー・ハリソン山中に偶然に出会い、仲間に誘われ「交渉役」として活動することになり、5年の月日が過ぎていた。
山中の仕組んだ巧妙な作戦と指揮のもとで、真面目で誠実な印象を与える交渉役の辻本や、高圧的な言動をする元司法書士の後藤、キャスティングを行う手配師の稲葉による「地主のなりすまし役」の人選によって、ターゲットとなった不動産会社「マイクホームズ」は細心の注意をして取引を行っていたものの、まんまと騙されて10億円を奪われてしまう。
さらにエキサイティングな狩りを切望する山中は、次なる獲物として港区高輪にある光庵寺の駐車場に目をつけ、最大手の不動産企業「石洋ハウス」に狙いを定める。

## 登場人物

### 地面師集団
辻本 拓海（つじもと たくみ）
演 - 綾野剛
真面目なサラリーマン風の風貌で交渉役として活躍する地面師。地面師をする以前は高級デリヘルの送迎ドライバーをしていたが、仕事中のトラブルをきっかけにハリソン山中と接触する。かつては横浜市で父が経営している小さな不動産会社で営業として働いていたが、自身が成立させた取引で地面師詐欺に遭い、会社は倒産。父が辻本の留守中に放火による一家心中を図り、母親と妻と幼い息子を亡くす。
ハリソン 山中（はりそん やまなか）
演 - 豊川悦司
地面師集団のリーダー。元暴力団幹部。1980年代後半のバブルで地上げ屋として名を馳せ、地面師詐欺集団を束ねて大規模な不動産詐欺を複数仕掛けた。バブル崩壊後、一度は実刑判決を受けて出所後は鳴りを潜めていたが、ITバブルを機に再び動き出した。英語とインドネシア語に堪能で趣味は狩猟。ワインやウイスキーなど高級酒にも精通している。誰に対しても敬語で話すという紳士的な性格だが、猟奇趣味を楽しむ一面もある。
後藤 義雄（ごとう よしお）
演 - ピエール瀧
元司法書士。それ以外にも複数の不動産関係の資格を持つなど、法律の知識を活かし、買主との交渉や仲介を担当する法律屋。高圧的な性格の持ち主であり、関西弁を巧みに操る。「もうええでしょう」の一言で幾度もピンチを切り抜けている。妻子持ち。他に「山下」や「陣内」など、複数の偽名を名乗る。
稲葉 麗子（いなば れいこ）
演 - 小池栄子
手配師。地主などに成りすます人物のキャスティングを担当。身寄りのない、目先の金に困っている曰くつきの老人を常に数十人確保している。成りすまし役に地主の経歴などを覚えさせる教育担当でもある。
竹下（たけした）
演 - 北村一輝
土地や物件の情報を仕入れ、地主の情報収集・土地価格の評定などを担当する情報屋。重度の薬物中毒者。暴力的で横柄な性格で、オロチを下っ端としてこき使っている。分け前について不満を抱いており、山中に度々食ってかかる。
オロチ
演 - アントニー（マテンロウ）
竹下のパシリとして働くチンピラ。名前の通り側頭部に蛇の刺青を入れている。大柄で腕っぷしが強く、殴り込みを任されることも多い。また多弁で、辻本には「地面師になりたい」と漏らしている。
長井（ながい）
演 - 染谷将太
身分証や公的証書の偽造を手掛けるニンベン師。ハッキング技術にも長けている。猫好きで、Uber Eatsも来ない様な工業地帯にある廃ビルを根城にしている。
佐々木 丈雄（ささき たけお）
演 - 五頭岳夫
一般人からキャスティングされた地主・島崎健一のなりすまし役。オドオドとした頼りない老人。
谷口 俶恵（たにぐち よしえ）
演 - 小林麻子
一般人からキャスティングされたなりすまし役。熱海の旅館で掃除係として働く薄幸の女性。病気の息子の為に働きすぎており、心労が祟って脱毛症になっている。麗子に尼僧役として、頭髪を剃る事に抵抗が無い人物として見込まれる。

### 警察

#### 警視庁捜査二課
辰（たつ）／下村 辰夫（しもむら たつお）
演 - リリー・フランキー
山中たちを追う警視庁捜査二課の刑事。階級は警部。定年が近く、持病を抱えている。
倉持 玲（くらもち れい）
演 - 池田エライザ
辰と組む新人刑事。刑事ドラマが好きで捜査一課志望。
羽場（はば）
演 - 岩谷健司
辰の上司で長年の付き合いがある。捜査二課の理事官で階級は警視。
大久保 将也（おおくぼ まさや）
演 - 平原テツ
倉持玲の前任の捜査官。

#### その他
刑事、捜査員
演 - 宮沢大地、荒谷清水、中野英樹、植木紀世彦

警官
演 - 斉藤一平、真田幹也、祐村要、山本篤

### ターゲット

#### マイクホームズ
真木 悠輔（まき ゆうすけ）
演 - 駿河太郎 
投資用ワンルームマンションの開発、販売を手掛ける新進の不動産企業「マイクホームズ」の社長。恵比寿駅近くの土地にかかる不動産取引で地面師の標的となる。
日高 直人（ひだか なおと）、吉岡 将太（よしおか しょうた）
演 - 遠藤史也、平岡亮
社員。

#### 石洋ハウス
国際事業も手掛ける業界最大手の不動産会社。社内では、会長の和田島と社長の安倍川の間で派閥争いが起きている。和田島は国外案件の指揮を執っており、安倍川は国内案件の決裁権を持っている。
青柳 隆史（あおやぎ たかし）
演 - 山本耕史
石洋ハウス開発事業部部長。安倍川に育てられ、現在の開発本部長の地位まで昇り詰めた生粋の社長派。須永とは出世競争で対立している。
大井町の開発プロジェクトが頓挫したことで、数十億円規模の案件のために代替となる土地を探すことに焦っていたので、港区高輪の土地にかかる不動産取引で地面師の標的となる。パワハラ気質で、土地を手に入れるためならコンプライアンスも気にかけない。ブローカーや地上げ屋にもコネがある。
須永（すなが）
演 - 松尾諭
石洋ハウス商業事業部部長。青柳とは出世競争のみならず、会長派として派閥争いでも対立している。
高輪の不動産取引を当初から怪しんでおり、青柳に対して地面師詐欺ではないかと直接訴えている。コンプライアンスに反する青柳のやり方を古いと一蹴した。
安倍川 久雄（あべかわ ひさお）
演 - 谷川昭一朗
石洋ハウス社長。会長が海外事業に執心な事をいいことに、会社の実権を握っている。青柳が提案する光庵寺の土地取得に乗り気になる。
大谷
演 - 清水伸
青柳の直属の部下。
二宮、屋敷、原口、山内、高須
演 - 田野倉雄太、松本ししまる、青野竜平、塩顕治、杉崎シュンペーター
開発事業部の社員たち。チーム青柳。
和田島 努（わだじま つとむ）
演 - 本田清澄
石洋ハウス代表取締役会長。海外事業に執心しており、国内案件の決済は社長である安倍川に任せている。
秘書
演 - 美乃すずめ
社長秘書。青柳の愛人。
取締役
演 - 鎌田規昭、岡太郎（西園寺）、山下秀光（大友）、志村勝（南）、小林やすひろ（山室）

社員
演 - 岡本智礼、堀丞、藤堂日向、粕谷吉洋、嶋村太一、池村匡紀、吉田庸、山本泰弘

#### アビルホールディングス
不動産開発企業。地面師と石洋ハウスの仲介を行う。石洋ハウスとの取引履歴は今まで無かったものの、相談役に自由民主党（建設族）議員の妻が居たため、青柳たちの信用を得ることになる。
阿比留 剛（あびる つよし）
演 - 安井順平
アビルホールディングス社長。

#### 光庵寺
川井 菜摘（かわい なつみ）
演 - 松岡依都美
高輪の一等地に建つ光庵寺の住職、付近の土地の地主でもある。寺と切り離された部分の土地だけで市場価格は100億超に上る。一人娘で身寄りがなく、結婚していたが夫は駆け落ちして現在は独り身。ほぼ境内に引きこもりの生活を送っているが、歌舞伎町のホスト楓に入れ込んでいることが拓海による調査で判明しており、地面師たちによる100億の土地詐欺に付け込まれる一因となる。

### 周辺人物
楓（かえで）
演 - 吉村界人
川井が入れ込んでいる「CRAZY LOVE」のホストで、彼女が太客になったことでナンバーワンになった。児童買春をネタに拓海達に利用される。
林 利勝（はやし としかつ）
演 - マキタスポーツ
地上げ屋。地面師に石洋ハウスへのコネを紹介する。青柳と組んだ事件で3年の懲役から出所している。
西谷 哲也（にしたに てつや）
演 - 赤堀雅秋
本名は佐伯 一真（さえき かずま）。地面師詐欺で辻本一家を破滅させた。
久保田 昌志（くぼた まさし）
演 - オクイシュージ
辰が使っていた情報屋。もしも自分の身に何かあった時に彼に連絡するようにと妻に託していた。

### 拓海の家族
辻本 正海（つじもと まさみ）
演 - 猪股俊明
拓海の父。不動産業を営んでいたが、地面師の西谷に騙される。やけになって自宅に火を放ち、妻と息子の嫁と孫を焼死させた。現在、千葉刑務所にて刑に服している。
拓海の母
演 - 水木薫

辻本 詩織（つじもと しおり）
演 - 清水葉月
拓海の妻。
辻本 俊海（つじもと としみ）
演 - 渋谷そらじ
拓海の息子。

### 辰の家族
下村 佐恵子（しもむら さえこ）
演 - 川上麻衣子
辰の妻。元警視庁捜査二課の行政職員。
友里（ゆうり）
演 - 市原茉莉
辰の娘
辰の孫
演 - 鈴木玲奈、大野夏希

辰の娘の旦那
演 - 斉藤佑介

### その他
作業服の男
演 - ビクター、ブリース、ファイサ、ペルシ
ハリソン山中の指示で拉致・監禁・殺人を行う実行犯。

### ゲスト

#### 第1話
ブラウン
演 - John Crosby
ハンター。
ガルシア
演 - ルイス・フェルナンデス＝ヒル
ガイド。
石黒航大
演 - 長友郁真
田島総合事務所 司法書士。
不動産ブローカー
演 - 辰巳智秋

藤島孝道
演 - 池浪玄八
さかい総合法律事務所 弁護士。
ホステス
演 - 林歩楓

島崎健一
演 - 杉本安生
地主。
二胡奏者
演 - シュウ・アン、ハオ・ジェ
ニュースキャスター、リポーター
演 - 竹内義貴、高松綾香、片野晴道、山崎彩

#### 第2話
サキ
演 - 片山萌美
高級デリヘル嬢。
マンションの住人
演 - 長野じゅりあ、山中翔太

ホテルの男たち/ホスト
演 - 山下航平、松澤和輝、向理来、保志健斗、東雲怜弥
「CRAZY LOVE」のホストたち。
金子
演 - 小林博
ホテルのフロントマン。
登記官、統括官
演 - 坂口辰平、荒木誠
法務局渋谷出張所の法務局員。
僧侶
演 - 神原玄裕
辻本家の葬儀。
事務員
演 - 福田温子
寺の財務管理している会計事務所の事務員。
佐野みほ
演 - 風吹ケイ
巨乳グラビアアイドル。真木悠輔の愛人。
ホステス
演 - 高橋凛、椿原愛
須永の連れ。
樋口夫妻
演 - 福原正義、田村ときこ
ホテルの客。
バーテンダー
演 - 司昌平
ホテルのバーテンダー。
客
演 - 吉田つば沙、木下聖浩
ホテルのバーの客。

#### 第3話
店長
演 - 米村亮太朗
ホストクラブ「CRAZY LOVE」。
誠也
演 - 定本楓馬
ホストクラブ「CRAZY LOVE」のホスト。
受付
演 - 三浦俊輔
ラブホテル受付。
男
演 - うえきやサトシ
ポン引き。
服部
演 - 滝沢恵
ホストクラブの客。
子分
演 - 青木謙、YUTA
オロチの手下。
萩原和男
演 - ふたむら幸則
なりすましの地主。
男性
演 - 狩野謙
西谷の仲間。
女性たち
演 - 藤田あいな、北川美麗、御調みつ
ポン引きが楓の元へ連れて行った。
女性たち
演 - 鈴木優愛、天野きき、おつる
別の日にポン引きが楓の元へ連れて行った少女たち。辻本たちに踏み込まれる。
ポールダンサー
演 - Lily、aki

掃除婦
演 - 菊地由希子
熱海の旅館の責任者。
従業員
演 - 水野千春、吉村えり、今野ひろみ
熱海の旅館の従業員。
候補者
演 - 七目怜子、中村梨子、芹香なお、松岡亜依、小山めぐみ、横溝美智子
川井菜摘のなりすまし候補者。

#### 第4話
店員
演 - 佐藤まんごろう
辰が張り込みをするABIRU HD本社前のカフェの店員。
住職
演 - 大槻修治
倉持玲に辻本家の墓について尋ねられる。
龍斗
演 - 池田泰輝
麗子が息子だと谷口に写真を見せた子供。
健太
演 - 田代柚麻
谷口俶恵の息子。先天性の心臓の病気で入院中。

#### 第6話
児玉
演 - 政修二郎
石洋ハウス側が連れて来た司法書士。
運転手
演 - 廣川三憲
川井を追うオロチを乗せたタクシーの運転手。
沖縄の男
演 - 伸哉、久獅、澤井一希
ハリソンの手下。

#### 最終話
法務局員
演 - 福田周平

後藤の妻
演 - 早瀬マミ

後藤の息子
演 - 竹井榛希、佐藤一和

弁護士
演 - 司容熱子、樋渡真司
石洋ハウスの事件の聞き込み調査を担当。
コンパニオン
演 - 石崎日梨、高崎かなみ、愛甲ひかり、佐藤さき、海津雪乃
青柳たちが祝杯をあげるクラブのコンパニオン。
ニュースキャスター、リポーター
演 - 打田マサシ、浅野夏実

## スタッフ
- 監督・脚本：大根仁
- 原作：新庄耕『地面師たち』（集英社文庫刊）
- 音楽：石野卓球
- ナレーション：山田孝之
- プロデューサー：吉田憲一、三宅はるえ
- 撮影：阿藤正一、森下茂樹
- 照明：中村裕樹
- 美術：都築雄二、浅野誠
- 録音：渡辺真司
- サウンドデザイン：石坂紘行
- 編集：大関泰幸
- 監督補：二宮孝平
- 助監督：北野隆
- スタイリスト：伊賀大介
- 衣装：荒木里江
- ヘアメイク：宮内三千代
- 特殊メイク・造型スーパーバイザー：江川悦子
- 登記・土地取引監修：司法書士 長田修和
- 法律監修：石本哲敏法律事務所
- 不動産監修：JPコンサルティング
- 警察監修：カートプロモーション
- 消防監修：永山政広
- ウィスキー監修：篠崎喜好、栗林幸吉
- インティマシーコーディネーター：浅田智穂
- 制作プロダクション：日活、ブースタープロジェクト
- 製作：NETFLIX

## 反響・評価
配信開始後、SNS等で大きな反響を呼び、Netflixの日本のドラマランキングで5日連続で1位を獲得、国外でも多く視聴された。これに伴い、原作小説や森功のノンフィクション『地面師』、「積水ハウス地面師詐欺事件」が再注目された。
同事件を実際に取材したテレビ朝日の記者によれば、ドラマは「6〜7割は実際に起きたことをベースにしており、残りはドラマ用に誇張されたもの」とされる。
2024年10月17日、Netflixは2024年度第3四半期の決算を発表し、その中で本作品について、配信公開から3か月以内で1,050万ビューを達成したことを明らかにした。
劇中において、後藤役を演じたピエール瀧が度々発した「もうええでしょう」の台詞が話題となり、流行語となった。2024年12月に発表された「ユーキャン新語・流行語大賞」ではトップテンを受賞した。